# Rhadinichthys
Rhadinichthys é um gênero extinto de Osteichthyes pré-históricos. É conhecido por várias espécies que viveram na época do Devoniano Superior, no período Carbonífero e na época Cisuraliana (início do Permiano) no que é hoje a Europa, África do Sul e Américas do Norte e do Sul. Algumas escamas isoladas do Cisuraliano da Europa (Bélgica, França, Rússia) também foram referidas a este gênero.
Rhadinichthys pertence à família Rhadinichthyidae juntamente com Cycloptychius [en], Cyranorhis [en], Mentzichthys e Wendyichthys.

## Espécies
As seguintes espécies são referidas ao gênero Rhadinichthys.
- †R. ornatissimus (Agassiz, 1835) (espécie-tipo) [R. lepturus Traquair, 1877]
- †R. alberti (Jackson, 1851)
- †R. argentinicus Tornquist, 1904
- †R. brevis Traquair, 1877
- †R. canobiensis Traquair, 1909 [R. geikei Traquair, 1881; R. delicatulus Traquair, 1881; R. elegantulus Traquair, 1890]
- †R. carinatus (Agassiz, 1835) [R. tenuicauda Traquair, 1877]
- †R. ferox Traquair, 1877
- †R. formosus Traquair, 1904
- †R. glabrolepis Elliott, 2018
- †R. grossarti Traquair, 1878
- †R. hancocki (Atthey, 1875)
- †R. hibernicus Traquair, 1911
- †R. laevis Traquair, 1911
- †R. macconochii Traquair, 1881
- †R. macrodon Traquair, 1877
- †R. monensis (Egerton, 1850)
- †R.? ornatocephalum Elliott, 2018
- †R.? plumosum Elliott, 2018
- †R.? rioniger Beltan, 1977
- †R. silvensis Yankevich, 1998
- †R. tuberculatus Traquair, 1881
- †R. wardi (Young, 1875)

## Sinônimos
As seguintes espécies de Rhadinichthys foram subsequentemente referidas a outros gêneros.
- Rhadinichthys modulus Dawson, 1877 → Canobius [en]
- Rhadinichthys deani Eastman, 1908 → Kentuckia [en]
- Rhadinichthys fusiformis Traquair, 1881 → Mesopoma
- Rhadinichthys devonicus Clarke, 1885 → Moythomasia [en]
- Rhadinichthys reticulatus Williams, 1886 → Moythomasia
- Rhadinichthys planti Traquair, 1886 → Trawdenia